# ディンリ
ディンリ（DINLI）は、鼎力金属工業のオートバイ・ブランドである。1983年8月1日に創立した。
オートバイやATVを数多く生産している。日本にはジェイエーピー（2007年2月15日自己破産）が総代理店として輸入していた。現在は、各代理店がKWとして販売している他、サン自動車工業がSUN ATVとして販売している。

## 車種

### ATV
- Dino DL501
- JP DL502
- Cobia DL503
- T-REX DL601
- Helix DL603-90
- Diablo JP604
- Enforcer DL605
- SHRIKE DL606
- DL801
- DL 901
- DL 904 - Lightning
- DL700
- DL702
- DL702L
- DL703
- DL802
- DL902

### オートバイ
- ディスター125
- DL281
- DL282

### その他
- ゴーカート
- 4 Wheels Personal Mobility Vehicle